# 寶島客家廣播電台
財團法人寶島客家廣播電台，前身為寶島新聲客家台，是台灣第一家以臺灣客家語發聲的FM廣播電台，1994年9月18日開播，1997年11月3日獲得行政院新聞局設立許可與廣播執照，是一個綜合性的客語電台。現任台長為邱盈滋。

## 收聽頻率
| 電台名稱     | 收聽頻率 | 收聽地區                               |
| ------------ | -------- | -------------------------------------- |
| 寶島客家電台 | FM 93.7  | 大臺北地區以及桃園、基隆和宜蘭局部地區 |

## 特色
以非營利的財團法人組織，從事公益性質的客語廣播服務。

## 外部連結
- 寶島客家電台 （页面存档备份，存于）
- 寶島客家廣播電台fm93.7的Facebook專頁